# Alfred Martin Freudenthal
Alfred Martin Freudenthal (Polônia, 12 de fevereiro de 1906 — 27 de setembro de 1977) foi um engenheiro alemão.
Recebeu a medalha Theodore von Karman.

## Obras
- com diversos autores: Probabilistische Methoden im konstruktiven Ingenieurbau, Vulkan Verlag Classen 1976
- Introduction to the mechanics of solids, Wiley 1966
- Inelastic behaviour of engineering materials and structures, Wiley 1950 (tradução em alemão: Inelastisches Verhalten von Werkstoffen, Verlag Technik, Berlim 1955)
- Editor Fatigue in Aircraft Structures (Konferenz Columbia University 1956), Academic Press 1956
- Editor International Conference on Structural Safety and Reliability (Smithsonian 1969), Pergamon Press 1972
- Selected Papers, American Society of Civil Engineers 1981
- com Hilda Geiringer The mathematical theory of the inelastic continuum, in Siegfried Flügge (Ed.) Handbook of Physics, Volume 6, Elasticity and Plasticity, Springer Verlag 1958